# Eleccions regionals de Sardenya de 1999

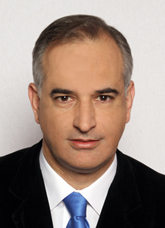
Fotografia de Mauro Pili, que fou escollit president regional.

Les eleccions regionals per a renovar el Consell Regional de Sardenya se celebraren a dues voltes el 12 i el 27 de juny de 1999. La participació en la primera volta fou del 66,3%. A la segona volta hi anaren les forces més votades.
| ← Eleccions regionals de Sardenya, 1999 →  |         |          |        |
| Llistes provincials                        |         |          |        |
| Partits                                    | vots    | vots (%) | escons |
| Forza Italia Sardegna (FI)                 | 169.470 | 19,7%    | 13     |
| Demòcrates d'Esquerres (DS)                | 122.675 | 14,2%    | 10     |
| Partit Popular Italià (PPI)                | 87.566  | 10,2%    | 7      |
| Alleanza Nazionale (AN)                    | 85.201  | 9,9%     | 7      |
| Federazione Democratica                    | 49.584  | 5,8%     | 4      |
| I Democratici - In Europa con Prodi        | 46.857  | 5,4%     | 4      |
| Socialistes Units                          | 43.250  | 5,0%     | 3      |
| Partit Sard d'Acció (PSd'Az)               | 38.422  | 4,5%     | 3      |
| Patto Segni - Riformatori Sardi            | 38.259  | 4,4%     | 3      |
| Unió Democràtica per la República (UDR)    | 35.177  | 4,1%     | 3      |
| Centre Cristià Democràtic (CCD)            | 34.866  | 4,0%     | 3      |
| Partito della Rifondazione Comunista (PRC) | 31.713  | 3,7%     | 2      |
| Nuovo Movimento                            | 28.771  | 3,3%     | 2      |
| Partit dels Comunistes Italians (PdCI)     | 18.257  | 2,1%     | -      |
| Verdi UPIESSE - Per il Rinnovamento Sardo  | 15.833  | 1,8%     | -      |
| Mesa Sardos Liberos                        | 15.284  | 1,8%     | -      |
| altres                                     | 807     | 0,1%     | -      |
| Total                                      | 861.992 | 100,00   | 64     |

| ← Eleccions regionals de Sardenya, 1999 → |               |               |              |              |              |
| Llistes Regionals                         | Primera volta | Primera volta | Segona volta | Segona volta | Segona volta |
| Partits                                   | vots          | vots (%)      | vots         | vots (%)     | escons       |
| Polo per la Sardegna                      | 371.816       | 48,1%         | 369.164      | 53,7%        | 9            |
| Coalizione Autonomista                    | 243.839       | 31,5%         | 318.122      | 46,3%        | 7            |
| Partit Sard d'Acció                       | 64.420        | 8,3%          | -            | -            | -            |
| Unió Democràtica per la República         | 47.697        | 6,2%          | -            | -            | -            |
| Mesa Sardos Liberos                       | 45.207        | 5,8%          | -            | -            | -            |
| Total                                     | 772.979       | 100,00        | 687.286      | 100,00       | 16           |

Font Web del consell regional de Sardenya